# Cratere Masha
Masha  è un cratere sulla superficie di Venere.